# محمدرضا زهیری
محمدرضا زَهیری (زاده ۱۳۴۵ آبادان) مدیر ایرانی است.
دکتر محمدرضا زهیری دانش آموخته دكتري  در دانشگاه صنعت نفت می باشد. وی از سال ۱۳۸۹ تا ۱۳۹۱ به عنوان رئیس هیئت مدیره شرکت پالایش نفت آبادان فعالیت می‌کرد و در فاصله سال‌های ۱۳۹۱ تا ۱۳۹۲ مدیرعامل شرکت نفت و گاز پارس بود. او در سال ۱۳۹۳ به سمت مدیرعامل شرکت عملیات اکتشاف نفت ایران منصوب گردید و تا سال ۱۳۹۴ در این جایگاه فعالیت نمود. از آذر ۱۴۰۰ به مدت دو سال مدیرعامل شرکت تاسیسات دریایی بود و در سال 1402  حسین  شیوا جایگزین وی در شرکت تاسیسات دریایی ایران شد.
1. ↑  انرژی، شبکه اطلاع‌رسانی نفت و. «محمدرضا زهیری، مدیرعامل نفت و گاز پارس شد». بایگانی‌شده از اصلی در ۵ سپتامبر ۲۰۱۷. دریافت‌شده در ۲۰۱۷-۰۸-۲۳.
2. ↑  web2، Sigma vod. «محمدرضا زهیری؛ مدیرعامل شرکت عملیات اکتشاف نفت شد». دریافت‌شده در ۲۰۱۷-۰۸-۲۳.[پیوند مرده]

1. ↑  ««محمدرضا زهیری» مدیرعامل شرکت مهندسی تاسیسات دریایی ایران شد». نفیرنفت. ۲۰۲۱-۱۱-۲۸. دریافت‌شده در ۲۰۲۵-۰۸-۰۲.